# 夢みるアドレセンス 輝け!夢アドアワード2014
『夢みるアドレセンス 輝け!夢アドアワード2014』（ゆめみるアドレセンス かがやけ!ゆめアドアワードにせんじゅうよん）は、日本のアイドルグループ・夢みるアドレセンスの映像作品。DVDとBlu-ray Discで発売。

## 概要
2014年12月29日に東京国際フォーラム・ホールCで行ったワンマンライブ「輝け!夢アドアワード2014」を映像パッケージ化。特典として当日のバックステージ映像も収録。
また、初回生産限定盤にはライブCDも付属された。

## 収録内容
1. OVERTURE
2. ステルス部会25:00
3. 絶対的シンパシー
4. はじめての輝き
デビュー曲。
5. ハナモモ
6. 秘密
7. ヒロイン
8. YOU&ME
志田友美のソロ曲。
9. 勝ち猫のとおニャき
京佳のソロ曲。CD未収録。
10. いつかお姫様が
リーダー荻野可鈴のソロ曲。
11. 証明ティンエイジャー
12. マワルセカイ
13. 純情マリオネット
14. 涙が出るくらい 伝えたい想い
15. どこにでもいる、至って普通
16. 泣き虫スナイパ→
17. キャンディちゃん
18. ひまわりハート
19. 17:30のアニメ
20. JUMP!